# Anampses chrysocephalus
Anampses chrysocephalus es una especie de pez de la familia Labridae.

## Morfología
Los machos pueden llegar alcanzar los 17 cm de longitud total.

## Hábitat
Arrecifes subtropicales; en profundidades comprendidas entre 12 y 139 m, aunque son más frecuentes entre 15 y 50 m.

## Distribución geográfica
Océano Pacífico: Archipiélago de Hawái e islas Midway.